# Grand Prix automobile du Japon 2008
GP précédent GP suivant
Le Grand Prix automobile du Japon 2008 (2008 Formula 1 Fuji Television Japanese Grand Prix), disputé sur le circuit de Fuji le 12 octobre 2008, est la 801e épreuve du championnat du monde de Formule 1 courue depuis 1950 et la seizième manche du championnat 2008.

## Essais libres

### Vendredi matin

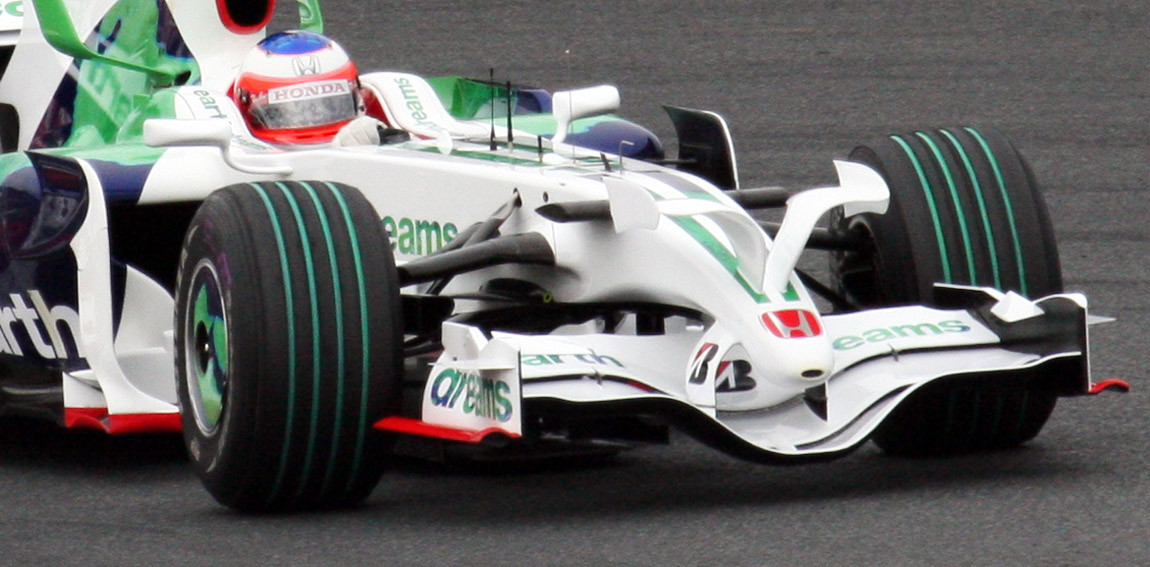
Les pneus Bridgestone avec les rainures vertes de la campagne "Make Cars Green" de la FIA.

| Pos | Pilote            | Écurie           | Chrono         | Écart   |
| --- | ----------------- | ---------------- | -------------- | ------- |
| 1   | Lewis Hamilton    | McLaren-Mercedes | 1 min 18 s 910 |         |
| 2   | Felipe Massa      | Ferrari          | 1 min 19 s 063 | 0 s 153 |
| 3   | Heikki Kovalainen | McLaren-Mercedes | 1 min 19 s 279 | 0 s 369 |
| 4   | Kimi Räikkönen    | Ferrari          | 1 min 19 s 399 | 0 s 489 |
| 5   | Fernando Alonso   | Renault          | 1 min 19 s 473 | 0 s 563 |
| 6   | Nelsinho Piquet   | Renault          | 1 min 19 s 743 | 0 s 833 |

### Vendredi après-midi
| Pos | Pilote          | Écurie           | Chrono         | Écart   |
| --- | --------------- | ---------------- | -------------- | ------- |
| 1   | Timo Glock      | Toyota           | 1 min 18 s 383 |         |
| 2   | Fernando Alonso | Renault          | 1 min 18 s 426 | 0 s 043 |
| 3   | Lewis Hamilton  | McLaren-Mercedes | 1 min 18 s 463 | 0 s 080 |
| 4   | Felipe Massa    | Ferrari          | 1 min 18 s 481 | 0 s 108 |
| 5   | Kimi Räikkönen  | Ferrari          | 1 min 18 s 725 | 0 s 342 |
| 6   | Mark Webber     | Red Bull-Renault | 1 min 18 s 734 | 0 s 351 |

### Samedi matin
| Pos | Pilote          | Écurie           | Chrono         | Écart   |
| --- | --------------- | ---------------- | -------------- | ------- |
| 1   | Robert Kubica   | BMW Sauber       | 1 min 25 s 087 |         |
| 2   | Timo Glock      | Toyota           | 1 min 25 s 171 | 0 s 084 |
| 3   | Nelsinho Piquet | Renault          | 1 min 25 s 415 | 0 s 328 |
| 4   | Nick Heidfeld   | BMW Sauber       | 1 min 25 s 474 | 0 s 387 |
| 5   | Kazuki Nakajima | Williams-Toyota  | 1 min 25 s 563 | 0 s 476 |
| 6   | David Coulthard | Red Bull-Renault | 1 min 25 s 614 | 0 s 527 |

## Grille de départ

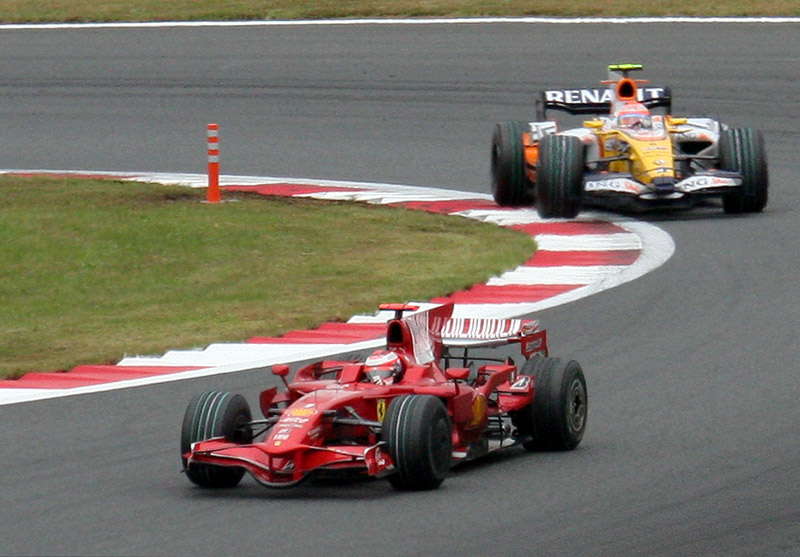
Kimi Räikkönen et Nelsinho Piquet se qualifient en deuxième et douzième place du Grand Prix.

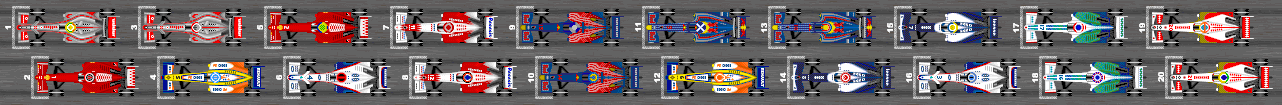
La grille de départ du Grand Prix

| Pos | Pilote               | Écurie              | Qualifications 1 | Qualifications 2 | Qualifications 3 |
| --- | -------------------- | ------------------- | ---------------- | ---------------- | ---------------- |
| 1   | Lewis Hamilton       | McLaren-Mercedes    | 1 min 18 s 071   | 1 min 17 s 462   | 1 min 18 s 404   |
| 2   | Kimi Räikkönen       | Ferrari             | 1 min 18 s 160   | 1 min 17 s 733   | 1 min 18 s 644   |
| 3   | Heikki Kovalainen    | McLaren-Mercedes    | 1 min 18 s 220   | 1 min 17 s 360   | 1 min 18 s 821   |
| 4   | Fernando Alonso      | Renault             | 1 min 18 s 290   | 1 min 17 s 871   | 1 min 18 s 852   |
| 5   | Felipe Massa         | Ferrari             | 1 min 18 s 110   | 1 min 17 s 287   | 1 min 18 s 874   |
| 6   | Robert Kubica        | BMW Sauber          | 1 min 18 s 684   | 1 min 17 s 931   | 1 min 18 s 979   |
| 7   | Jarno Trulli         | Toyota              | 1 min 18 s 501   | 1 min 17 s 541   | 1 min 19 s 026   |
| 8   | Timo Glock           | Toyota              | 1 min 17 s 945   | 1 min 17 s 670   | 1 min 19 s 118   |
| 9   | Sebastian Vettel     | Toro Rosso-Ferrari  | 1 min 18 s 559   | 1 min 17 s 714   | 1 min 19 s 638   |
| 10  | Sébastien Bourdais   | Toro Rosso-Ferrari  | 1 min 18 s 593   | 1 min 18 s 102   | 1 min 20 s 167   |
| 11  | David Coulthard      | Red Bull-Renault    | 1 min 18 s 303   | 1 min 18 s 187   |                  |
| 12  | Nelsinho Piquet      | Renault             | 1 min 18 s 300   | 1 min 18 s 274   |                  |
| 13  | Mark Webber          | Red Bull-Renault    | 1 min 18 s 372   | 1 min 18 s 354   |                  |
| 14  | Kazuki Nakajima      | Williams-Toyota     | 1 min 18 s 640   | 1 min 18 s 594   |                  |
| 15  | Nico Rosberg         | Williams-Toyota     | 1 min 18 s 740   | 1 min 18 s 672   |                  |
| 16  | Nick Heidfeld        | BMW Sauber          | 1 min 18 s 835   |                  |                  |
| 17  | Rubens Barrichello   | Honda               | 1 min 18 s 882   |                  |                  |
| 18  | Jenson Button        | Honda               | 1 min 19 s 100   |                  |                  |
| 19  | Adrian Sutil         | Force India-Ferrari | 1 min 19 s 163   |                  |                  |
| 20  | Giancarlo Fisichella | Force India-Ferrari | 1 min 19 s 910   |                  |                  |

## Course

### Déroulement de l'épreuve
Dès le départ, Lewis Hamilton perd l'avantage conféré par sa pole position et, en tentant de reprendre son bien ravi par Felipe Massa, bloque ses roues, tire droit et manque d'entraîner Kimi Räikkönen avec lui. Plus loin dans le peloton, David Coulthard tape le rail à la suite d'un contact avec Nakajima. 
Hamilton, second derrière Massa, le passe dès le deuxième passage sur la ligne mais le Brésilien l'accroche : les deux pilotes écopent alors chacun d'un drive-through pour cette passe d'armes litigieuse. Robert Kubica et Fernando Alonso en profitent pour prendre le large en tête, l'Espagnol doublant le Polonais à l'issue des ravitaillements. Alonso ne sera dès lors plus jamais à la merci de ses adversaires et remporte sa seconde victoire consécutive de la saison.
Kubica doit alors faire face au retour de Räikkönen et les deux hommes manquent de s'accrocher, la BMW conservant toutefois son avantage. Si Nelsinho Piquet complète la bonne prestation des Renault en se classant quatrième, devant Jarno Trulli, Sébastien Bourdais se voit retirer ses points de la sixième position sur tapis vert, les commissaires estimant qu'il avait gêné Massa lors de sa sortie des stands. Cette sanction permet à son coéquipier Sebastian Vettel de récupérer trois points et à Massa de se classer septième devant Mark Webber.

### Classement de la course
| Pos  | No | Pilote               | Écurie              | Tours | Temps/Abandon                      | Grille | Points |
| ---- | -- | -------------------- | ------------------- | ----- | ---------------------------------- | ------ | ------ |
| 1    | 5  | Fernando Alonso      | Renault             | 67    | 1 h 30 min 21 s 892 (202,789 km/h) | 4      | 10     |
| 2    | 4  | Robert Kubica        | BMW Sauber          | 67    | + 5 s 283                          | 6      | 8      |
| 3    | 1  | Kimi Räikkönen       | Ferrari             | 67    | + 6 s 400                          | 2      | 6      |
| 4    | 6  | Nelsinho Piquet      | Renault             | 67    | + 20 s 570                         | 12     | 5      |
| 5    | 11 | Jarno Trulli         | Toyota              | 67    | + 23 s 767                         | 7      | 4      |
| 6    | 15 | Sebastian Vettel     | Toro Rosso-Ferrari  | 67    | + 39 s 207                         | 9      | 3      |
| 7    | 2  | Felipe Massa         | Ferrari             | 67    | + 46 s 158                         | 5      | 2      |
| 8    | 10 | Mark Webber          | Red Bull-Renault    | 67    | + 50 s 811                         | 13     | 1      |
| 9    | 3  | Nick Heidfeld        | BMW Sauber          | 67    | + 54 s 120                         | 16     |        |
| 10   | 14 | Sébastien Bourdais   | Toro Rosso-Ferrari  | 67    | + 59 s 085                         | 10     |        |
| 11   | 7  | Nico Rosberg         | Williams-Toyota     | 67    | + 1 min 02 s 096                   | 15     |        |
| 12   | 22 | Lewis Hamilton       | McLaren-Mercedes    | 67    | + 1 min 18 s 900                   | 1      |        |
| 13   | 17 | Rubens Barrichello   | Honda               | 66    | + 1 tour                           | 17     |        |
| 14   | 16 | Jenson Button        | Honda               | 66    | + 1 tour                           | 18     |        |
| 15   | 8  | Kazuki Nakajima      | Williams-Toyota     | 66    | + 1 tour                           | 14     |        |
| Abd. | 21 | Giancarlo Fisichella | Force India-Ferrari | 21    | Boîte de vitesses                  | 20     |        |
| Abd. | 23 | Heikki Kovalainen    | McLaren-Mercedes    | 16    | Moteur                             | 3      |        |
| Abd. | 20 | Adrian Sutil         | Force India-Ferrari | 8     | Crevaison                          | 19     |        |
| Abd. | 12 | Timo Glock           | Toyota              | 6     | Siège baquet détaché               | 8      |        |
| Abd. | 9  | David Coulthard      | Red Bull-Renault    | 0     | Accident                           | 11     |        |

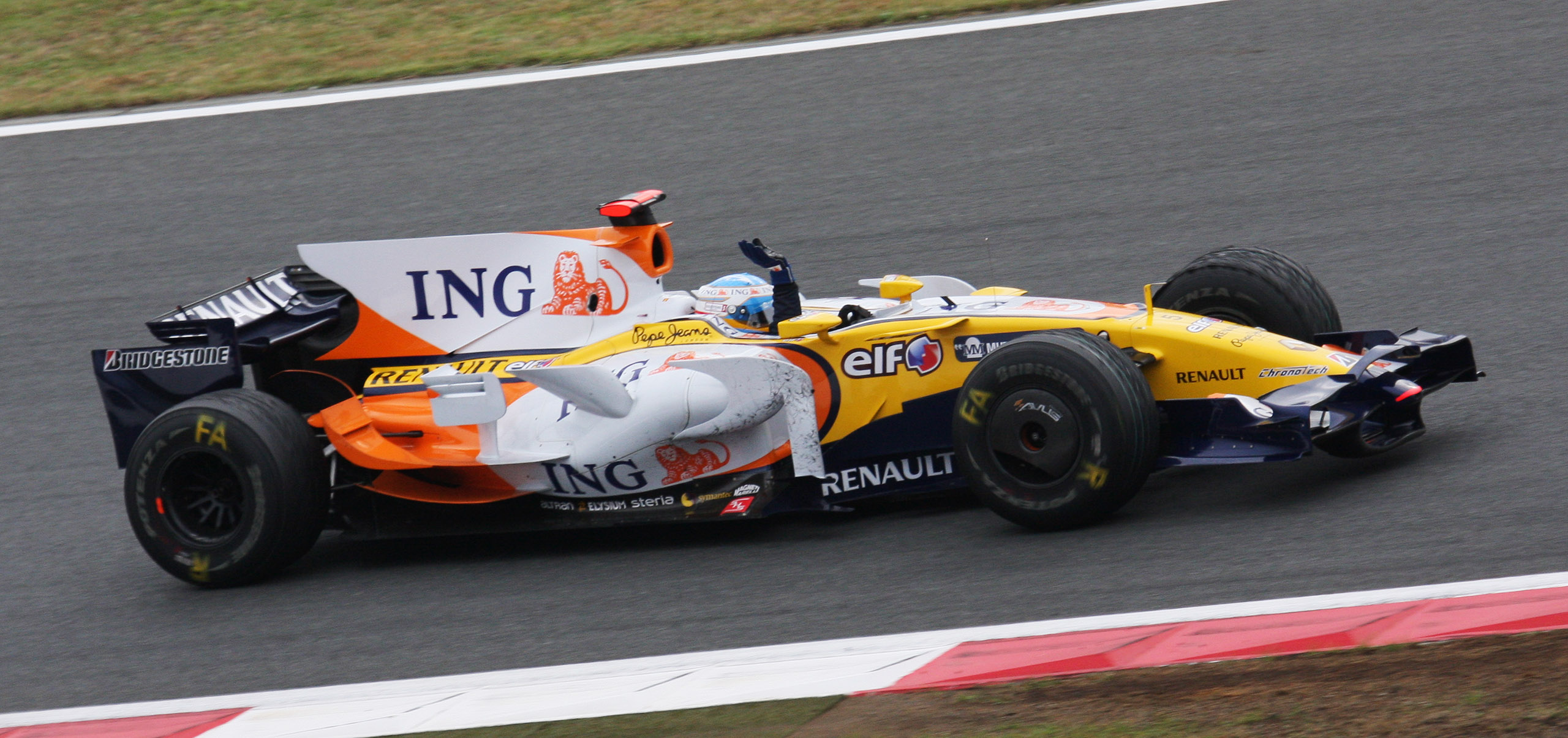
Fernando Alonso lors de son tour d'honneur après avoir remporté son second GP consécutif.

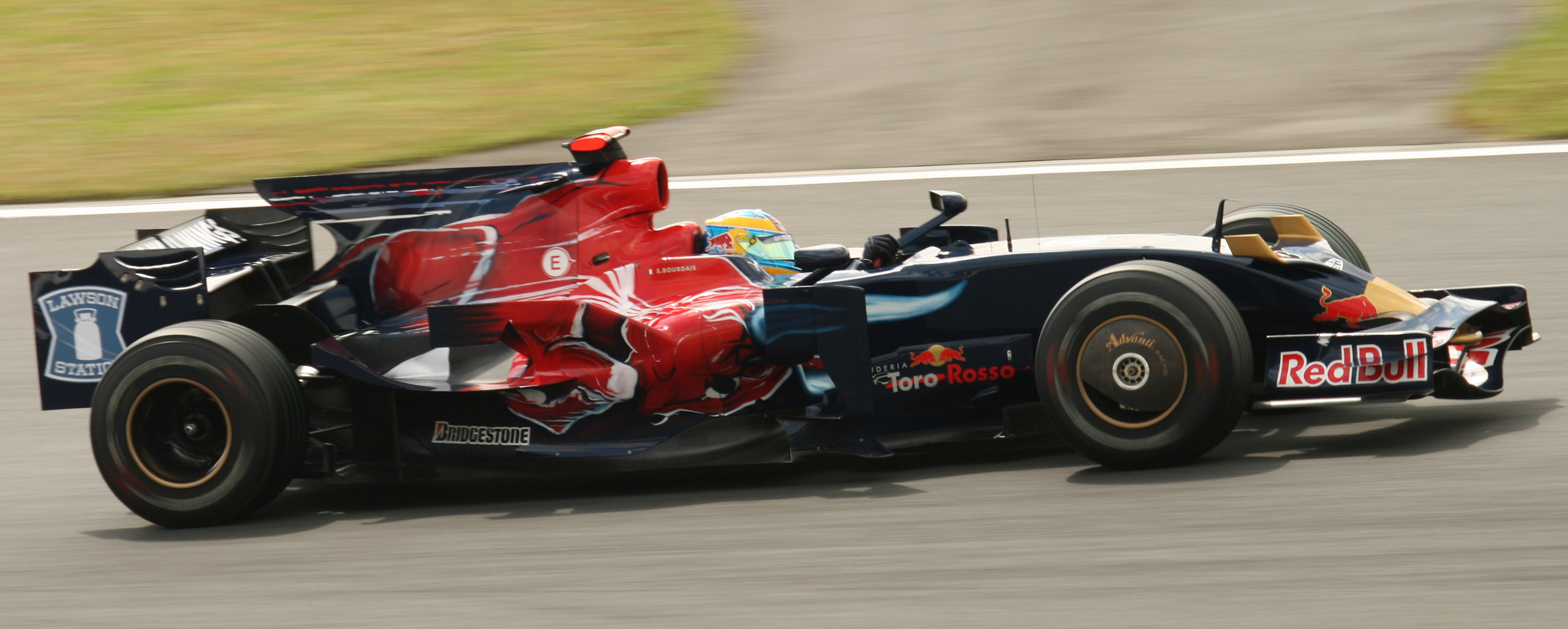
Sébastien Bourdais, 6e sous le drapeau à damier écope de 25 secondes de pénalité et est finalement classé 10e.

- Jugé responsable d'un accrochage avec Felipe Massa, Sébastien Bourdais a été pénalisé de 25 secondes après la course, et donc rétrogradé de la sixième à la dixième place[1].

### Pole position et record du tour
- Pole position :  Lewis Hamilton (McLaren-Mercedes) en 	1 min 18 s 404 (vitesse moyenne : 209,515 km/h). Le meilleur temps des qualifications a quant à lui été établi par Felipe Massa lors de la Q2 en 1 min 17 s 287.
- Meilleur tour en course :  Felipe Massa (Ferrari) en  1 min 18 s 426 (vitesse moyenne : 209,456 km/h) au cinquante-cinquième tour.

### Tours en tête
- Robert Kubica (BMW Sauber) : 18 tours (1-16 / 44-45).
- Fernando Alonso (Renault) : 32 tours (17-18 / 29-43 / 53-67).
- Jarno Trulli (Toyota) : 4 tours (19-21 / 49).
- Sébastien Bourdais (Toro Rosso-Ferrari) : 3 tours (22-24).
- Nelsinho Piquet (Renault) : 7 tours (25-28 / 50-52).
- Kimi Räikkönen (Ferrari) : 3 tours (46-48).

## Classements généraux à l'issue de la course
| Pos | Pilote               | Écurie              | Points |
| --- | -------------------- | ------------------- | ------ |
| 1   | Lewis Hamilton       | McLaren-Mercedes    | 84     |
| 2   | Felipe Massa         | Ferrari             | 79     |
| 3   | Robert Kubica        | BMW Sauber          | 72     |
| 4   | Kimi Räikkönen       | Ferrari             | 63     |
| 5   | Nick Heidfeld        | BMW Sauber          | 56     |
| 6   | Heikki Kovalainen    | McLaren-Mercedes    | 51     |
| 7   | Fernando Alonso      | Renault             | 48     |
| 8   | Sebastian Vettel     | Toro Rosso-Ferrari  | 30     |
| 9   | Jarno Trulli         | Toyota              | 30     |
| 10  | Mark Webber          | Red Bull-Renault    | 21     |
| 11  | Timo Glock           | Toyota              | 20     |
| 12  | Nelsinho Piquet      | Renault             | 18     |
| 13  | Nico Rosberg         | Williams-Toyota     | 17     |
| 14  | Rubens Barrichello   | Honda               | 11     |
| 15  | Kazuki Nakajima      | Williams-Toyota     | 9      |
| 16  | David Coulthard      | Red Bull-Renault    | 8      |
| 17  | Sébastien Bourdais   | Toro Rosso-Ferrari  | 4      |
| 18  | Jenson Button        | Honda               | 3      |
| 19  | Giancarlo Fisichella | Force India-Ferrari | 0      |
| 20  | Adrian Sutil         | Force India-Ferrari | 0      |
| 21  | Takuma Satō          | Super Aguri-Honda   | 0      |
| 22  | Anthony Davidson     | Super Aguri-Honda   | 0      |

| Pos | Écurie              | Points |
| --- | ------------------- | ------ |
| 1   | Ferrari             | 142    |
| 2   | McLaren-Mercedes    | 135    |
| 3   | BMW Sauber          | 128    |
| 4   | Renault             | 66     |
| 5   | Toyota              | 50     |
| 6   | Toro Rosso-Ferrari  | 34     |
| 7   | Red Bull-Renault    | 29     |
| 8   | Williams-Toyota     | 26     |
| 9   | Honda               | 14     |
| 10  | Force India-Ferrari | 0      |
| 11  | Super Aguri-Honda   | 0      |

## Statistiques

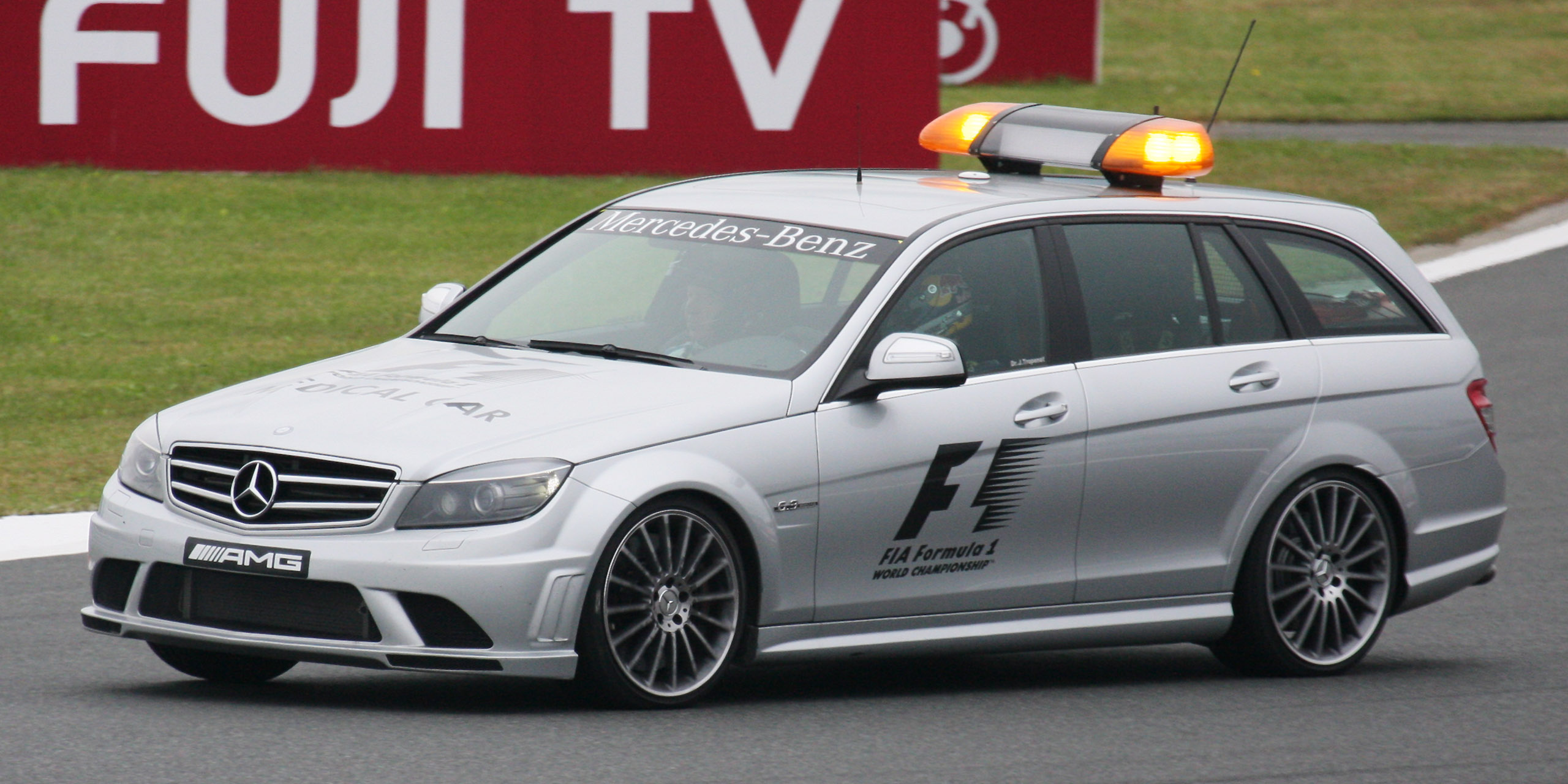
Sebastien Buemi conduit la voiture médicale

- 12e pole position de sa carrière pour Lewis Hamilton.
- 21e victoire de sa carrière pour Fernando Alonso.
- 35e victoire pour Renault en tant que constructeur. Renault rejoint ainsi l'ancienne écurie Brabham au cinquième rang de la hiérarchie des victoires en Formule 1.
- 115e victoire pour Renault en tant que motoriste.
- Mark Webber inscrit son 100e point en championnat du monde de Formule 1.
- 26e arrivée consécutive parmi les pilotes classés pour Nick Heidfeld qui établit un nouveau record.
- Sébastien Bourdais effectue ses premiers kilomètres en tête d'un Grand Prix (3 tours, soit 14 km).
- Pour ce Grand Prix, en signe de soutien à la campagne Make Cars Green de la FIA, le manufacturier de pneumatiques Bridgestone a développé de nouvelles enveloppes dont les quatre rainures sont colorées en vert. Afin de différencier les gommes tendres des dures, les pneus tendres conservent une bande de couleur blanche[2].
- Le docteur français Jacques Tropenat, encore indisponible à la suite d'une infection de l'oreille lui provoquant des vertiges, est remplacé au volant de la voiture médicale par Sebastien Buemi, le troisième pilote de l'écurie Red Bull Racing. Alexander Wurz avait assumé cet intérim lors de la course précédente à Singapour.